# Elijärvi (sjö i Kuusamo, Norra Österbotten, 66,27 N, 28,75 Ö)
Elijärvi är en sjö i kommunen Kuusamo i landskapet Norra Österbotten i Finland. Sjön ligger 255,4 meter över havet. Arean är 40 hektar och strandlinjen är 3,12 kilometer lång. Sjön  ingår i Koundaälvens huvudavrinningsområde.   Den ligger omkring 210 kilometer nordöst om Uleåborg och omkring 700 kilometer norr om Helsingfors. 